# Łazy (gmina Rymanów)
Łazy – wieś w Polsce położona w województwie podkarpackim, w powiecie krośnieńskim, w gminie Rymanów.
W latach 1975–1998 miejscowość należała administracyjnie do województwa krośnieńskiego.
W 1919 roku w Łazach urodził się Andrzej Deptuch, franciszkanin konwentualny